# Afrobaromètre

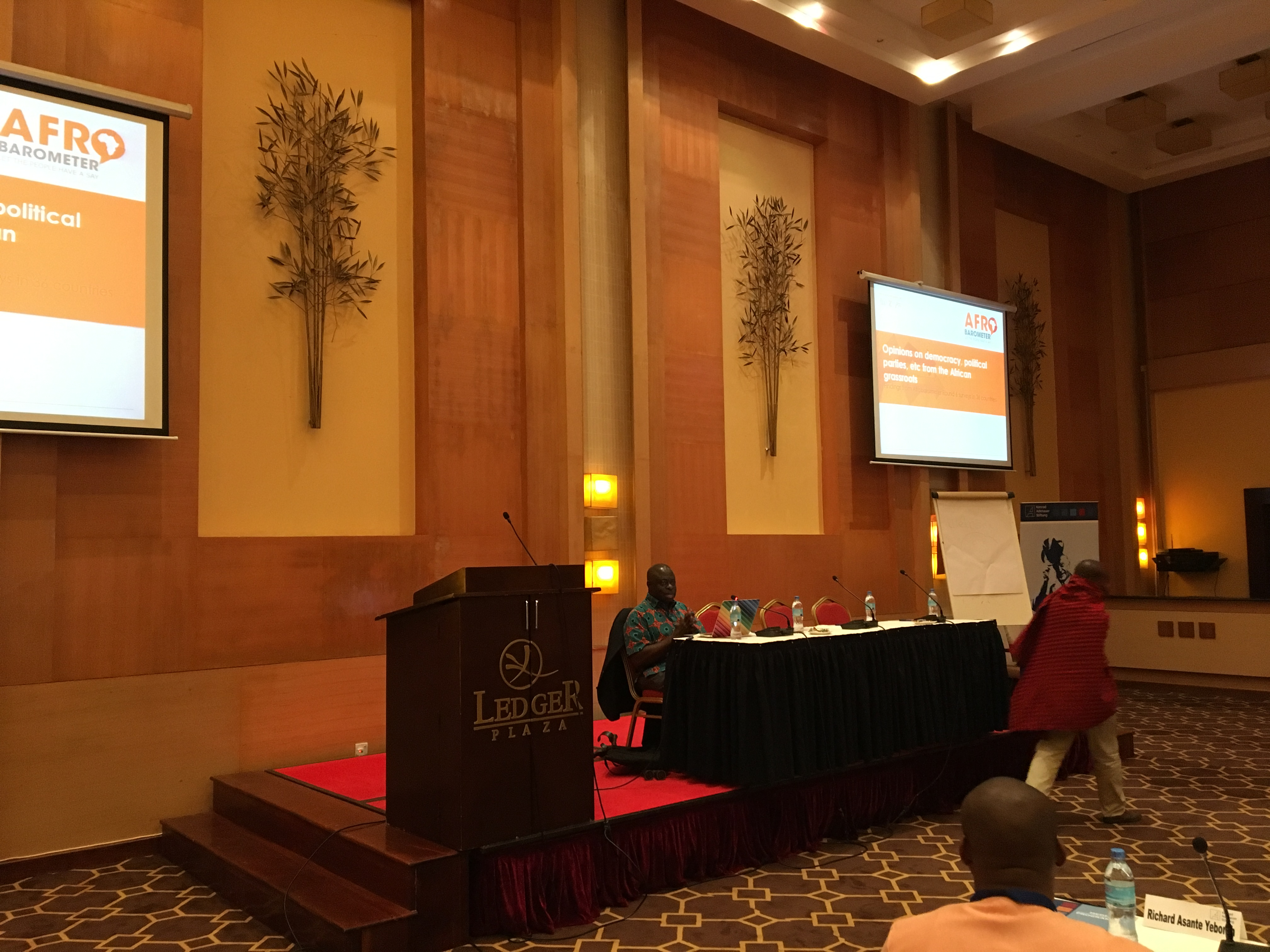
Le directeur exécutif de l'Afrobaromètre, E. Gyimah-Boadi, lors d'une conférence en novembre 2017 en Tanzanie.

L'Afrobaromètre (en anglais afrobarometer) est une étude régulière réalisée par un réseau de recherche panafricain, indépendant et non-partisan, qui réalise des sondages de l'opinion publique sur des sujets économiques, politiques et sociaux à travers le continent africain
,.
Il a été créé en 1999 par la fusion de trois projets de recherche menés par Michael Bratton, Robert Mattes et Emmanuel Gyimah-Boadi. Il est, en 2019, dirigé par E. Gyimah-Boadi.

## Partenariats
L'Afrobaromètre est réalisé grâce à un partenariat entre le Center for Democratic Development au Ghana, l'Institute for Justice and Reconciliation en Afrique du Sud, l'Institute for Empirical Research in Political Economy de l'African School of Economics à Abomey-Calavi au Bénin, l'Institute for Development Studies de l'université de Nairobi, au Kenya, l'Institute for Democracy, Citizenship and Public Policy in Africa de l'université du Cap et le Deparment of political science de l'université d'État du Michigan,.

## Méthodes et couverture géographique
L'étude Afrobaromètre est conduite dans plus de trente pays africains selon un cycle régulier. La « série 6 » (2014-2015) est ainsi réalisée en Algérie, au Bénin, au Botswana, au Burkina Faso, au Burundi, au Cameroun, au Cap-Vert, en Côte d'Ivoire, en Égypte, en Éthiopie, au Gabon, au Ghana, en Guinée, au Kenya, au Lesotho, au Liberia, à Madagascar, au Malawi, au Mali, à Maurice, au Maroc, au Mozambique, en Namibie, au Niger, au Nigeria, à Sao Tomé-et-Principe, au Sénégal, en Sierra Leone, en Afrique du Sud, au Soudan du Sud, au Soudan, en eSwatini, en Tanzanie, au Togo, en Tunisie, en Ouganda, en Zambie et au Zimbabwe.
Les données sont recueillies au travers d'entrevues en face-à-face, effectuées sur un échantillon de 1 200, 1 600 ou 2 400 personnes dans chaque pays. Les questions sont identiques d'un pays à l'autre et la comparaison systématique est donc possible. Les tendances des opinions publiques sont suivies au fil du temps.
Des données géocodées infra-nationales, couvrant la période 1999-2015, sont désormais disponibles grâce à un partenariat avec le laboratoire de recherche AidData, couvrant les séries 1 à 6. 
En 2019, sept séries d'études ont été conduites, couvrant de douze à trente-six pays africains, plus des sondages plus restreints.
La série 7 couvre 34 pays et la période de décembre 2016 à juin 2018. La série 6 couvre 36 pays et la période de mars 2014 à décembre 2015. La série 5 concerne 35 pays entre 2011 et septembre 2013. La série 4 couvre 20 pays entre mars 2008 et juin 2009. La série 3 a été menée dans 18 pays entre mars 2005 et février 2006. La série 2 couvre 16 pays entre mai 2002 et octobre 2003 et la série 1 couvre 12 pays entre juillet 1999 et juin 2001. D'autres sondages, réalisés en 1993 en Zambie et en 1994 en Afrique du Sud, ont été conduits par l'Institute for Democracy in Africa, un des fondateurs de l'Afrobaromètre.
L'Afrobaromètre porte actuellement sur dix-sept sujets.

## Reconnaissance
Il est régulièrement classé parmi l'une des meilleures collaborations impliquant deux (ou plus) think tanks dans un index (Global Go To Think Tank Index Report) publié par l'université de Pennsylvanie.